# Chlorozancla falcatus
Chlorozancla falcatus är en fjärilsart som beskrevs av George Francis Hampson 1895. Chlorozancla falcatus ingår i släktet Chlorozancla och familjen mätare. Inga underarter finns listade i Catalogue of Life.